# Maria Stepanova
Pour les articles homonymes, voir Stepanov.
Maria Aleksandrovna Stepanova (en russe : Мария Александровна Степанова), née le 23 février 1979 à Stavropol, en RSFS de Russie (URSS), est une joueuse de basket-ball russe. Elle évolue au poste de pivot.

## Biographie
Cette grande joueuse russe de 2,03 m, évoluant au poste de pivot, est devenue l'une des joueuses majeures évoluant sur la scène européenne, comme le prouve sa désignation comme joueuse européenne de l'année 2005. Auparavant, elle avait remporté un titre d'Euroligue avec son club de Samara et une médaille d'argent avec sa sélection nationale lors du Championnat d'Europe 2005 en Turquie. Cette médaille est complétée par un titre européen en 2003 et une autre médaille d'argent en 2001, échouant également à la 2e place lors des mondiaux 1998 de Berlin.
Après plusieurs saisons au club, elle remporte en 2013 l'Euroligue avec UMMC Iekaterinbourg.
En mai 2015, elle met un terme à sa carrière sur un dernier titre de championne de Russie.

## Club
- 1994-1995 :  Volna Saint-Pétersbourg
- 1995-1996 :  Force majeure Saint-Pétersbourg
- 1996-1999 :  CSKA Moscou
- 1999-2002 :  Brno
- 2002 :  MiZo Pecs
- 2003-2007 :  VBM-SGAU Samara
- 2007-2008 :  CSKA Moscou
- 2008-2015 :  UMMC Iekaterinbourg

### Ligues d'été
- Mercury de Phoenix en WNBA

## Palmarès

### Équipe de Russie
- Jeux olympiques d'été
  -  Médaille de bronze aux Jeux olympiques de 2008 à Pékin,  Chine
  -  Médaille de bronze aux Jeux olympiques de 2004 à Athènes,  Grèce
- Championnat du monde
  -  Médaille d’argent au Championnat du monde 2006 au Brésil
  -  Médaille d’argent au Championnat du monde 1998 à Berlin
- Championnat d'Europe
  -  Médaille d'or au Championnat d'Europe 2011 en Pologne[4]
  -  Médaille d'or au Championnat d'Europe 2007 en Italie
  -  Médaille d'or au Championnat d'Europe 2003 en Grèce
  -  Médaille d'argent au Championnat d'Europe 2001 en France
  -  Médaille d'argent au Championnat d'Europe 2005 en Turquie
  -  Médaille d'argent au Championnat d'Europe 2009 en Lettonie

### Club
Compétitions internationales
- Euroligue 2005, 2013[2]

Compétitions nationales
- Superligue russe 2004, 2005, 2006, 2009, 2010, 2011, 2012, 2013, 2014[5] et 2015
- Championne de République tchèque
- Coupe de Russie 2013[6]

### Distinctions personnelles
- Élue joueuse européenne de l'année 2005 et 2006, 2008 par la FIBA[7].
- Élue dans le meilleur cinq du Championnat d'Europe 2011[8].